# Close to Me (엘리 굴딩, 디플로, 스웨 리의 노래)
Close to Me는 영국 가수 엘리 굴딩과 미국 가수 스웨 리, 그리고 미국 레코드 프로듀서인 디플로가 같이 작업한 노래로, 2018년 10월 24일 발표되었다. BBC 라디오 1에서 애니 맥이 "세계에서 가장 핫한 음반"으로 소개했다. 대한민국 걸그룹 레드벨벳이 리믹스한 버전은 2019 틴 초이스 어워즈의 ED 부문에서 수상했다.

## 배경
당시에 제가 잊고 싶은 수많은 일들이 세상에서 벌어지고 있었죠. 사반은 특히 미국에서 벌어지고 있는 것들에 대해 매우 압도되었고, 저는 우리 모두 그것에 대해 잊고 싶다고 생각하고 약간 멍청한 걸 적었을 뿐이에요.  세상을 잊고 싶어하는 아마도 희망이 없는 관계를 가진 사나운 사람에 대해 노래를 적는 것으로 돌아가는 것이 멋졌어요.

굴딩은 빌보드에서 굴딩 자신과 공동 작곡가 사반 코테차가 로스앤젤레스의 스튜디오에서 기타 멜로디가 떠올랐고, 굴딩이 코러스 이전의 첫 가사인 "don't let me down"을 불렀을 때 노래가 탄생했다고 말했다. 굴딩은 노래에 무언가 빠져 있다고 느껴서 디플로에게 곡을 보냈고, 디플로는 자신만의 버전을 굴딩에게 곧바로 보내주었다. 디플로는 스웨 리를 보컬로 추가하자고 제안했다.

## 구성
노래는 마장조에 박자표에서 분당 72비트의 템포로 작곡되었다. 노래의 화음은 E–C#m7–G#–A이며, 보컬은 E3에서 C#5까지 걸쳐져 있다.

## 뮤직비디오
Close to Me는 헝가리 부다페스트에서 촬영되었고, 2018년 11월 14일에 발표되었다.

## 프로모션
굴딩은 자신의 소셜 미디어에서 2018년 10월 22일 음반을 프로모트하기 시작했다. 소셜 미디어에서 굴딩 자신과 디플로, 스웨 리의 팔들이 삼각형으로 걸쳐져 있었고, "CLOSE TO ME"라고 적혀 있는 치타 배경에 세 명의 타투를 표현되어 있었다. 굴딩은 이후 이것이 곡명이 될 수 있음을 확인했고 음반의 오디오 클립을 게시하며, 발표일과 발표 시간을 공개했다.

### 생방송 공연
굴딩은 2018년 11월 16일 온 에어 위드 라이어 시크레스트에서 곡의 어쿠스틱 버전을 불렀다. 이후 굴딩은 11월 28일 BBC 라디오 1의 라이브 라운지에서 이 곡을 선보였다. 굴딩이 TV 생중계로 선보인 곡은 더 X 팩터에서 결승전에 나왔다.

## 레드벨벳 리믹스
대한민국의 걸그룹 레드벨벳이 선보인 리믹스 버전이 2019년 4월 4일 유튜브에서 공개되었다. 이후, 레드벨벳의 리믹스 버전은 2019 틴 초이스 어워즈 ED 부문에서 수상했다.

### 곡 목록
| #  | 제목                               | 재생 시간 |
| -- | ---------------------------------- | --------- |
| 1. | 〈Close to Me〉 (Red Velvet Remix) | 3:09      |